# حقوق طبیعت

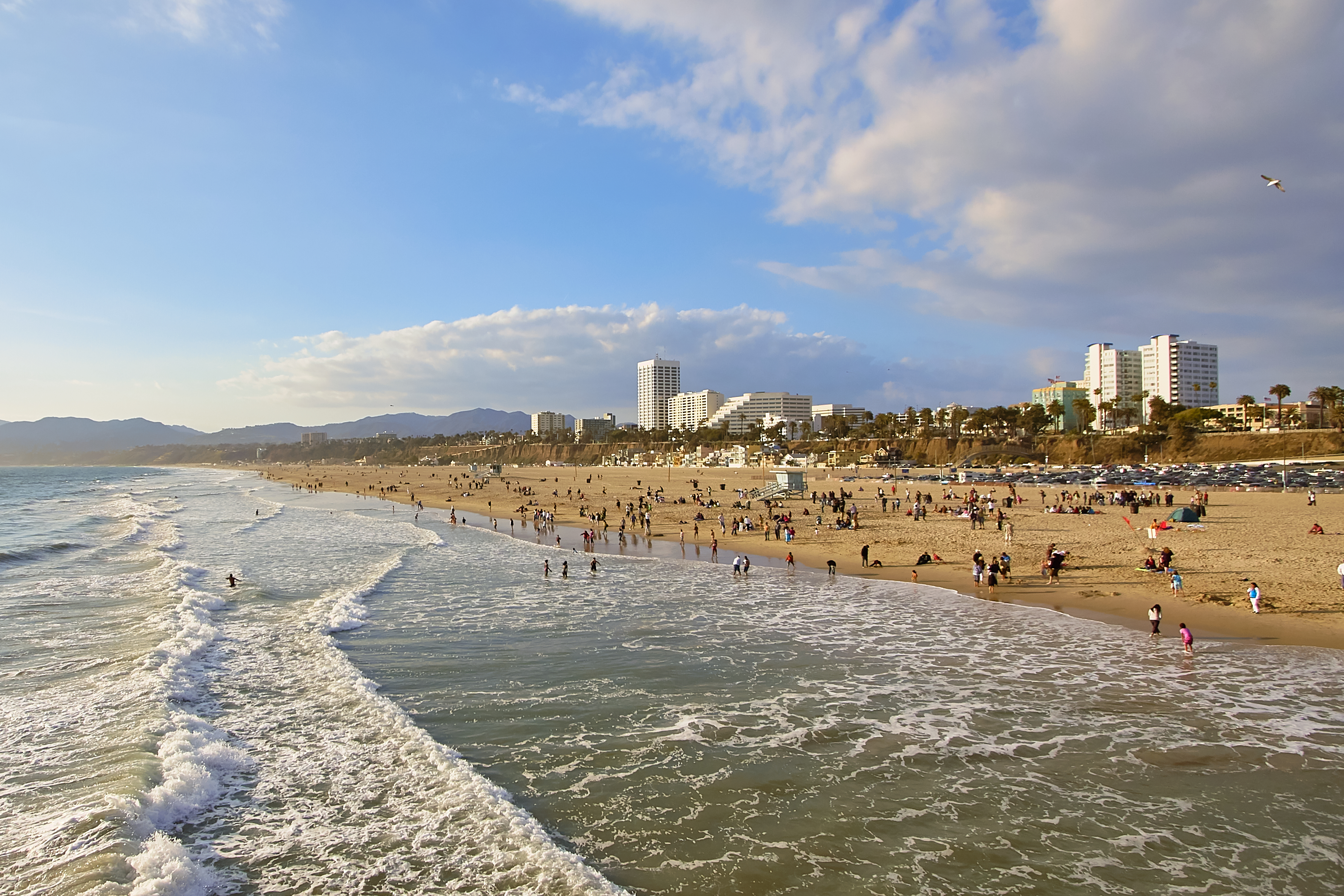
ساحل ایالتی سانتا مونیکا - در سال ۲۰۱۳، این شهر «فرمان حقوقی پایداری» را تصویب کرد، که «حقوق اساسی و غیرقابل انکار» «جوامع و بوم‌سازگان‌های طبیعی» را به رسمیت شناخت.

حقوق طبیعت یا حقوق زمین یک نظریه حقوقی و فقهی است که حقوق ذاتی را با عنوان مرتبط با بوم‌سازگان‌ها و گونه‌ها، مشابه مفهوم حقوق اساسی بشر توصیف می‌کند. مفهوم حقوق طبیعت قوانین قرن بیستم را به چالش می‌کشد که عموماً در چارچوب نابودی طبیعت به عنوان «منابعی» برای مالکیت، استفاده و تخریب است. طرفداران استدلال می‌کنند که قوانین مبتنی بر حقوق طبیعت، بشریت را هدایت می‌کند تا با شیوه مناسب و مطابق با علم نوین و مبتنی بر سیستم عمل کند، که نشان می‌دهد انسان و جهان طبیعی اساساً به هم مرتبط هستند.
در مه ٢٠٢٤، قوانین حقوق طبیعت در سطوح محلی تا ملی در حداقل ٤٠ کشور، از جمله ده‌ها شهر و شهرستان در سراسر ایالات متحده وجود دارد. آنها به شکل مفاد قانون اساسی، موافقت‌نامه‌های معاهده، قوانین، احکام محلی و تصمیمات دادگاه هستند. در فلوریدا به دنبال یک ماده قانون اساسی ایالتی است.

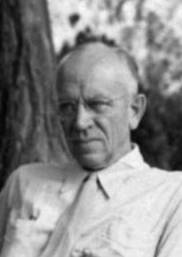
آلدو لئوپولد - دانشمند و جنگل‌بانی که مدافع این بود که «زمین را به عنوان جامعه‌ای بدانیم که به آن تعلق داریم» نه به‌عنوان «کالای متعلق به ما» (عکس ۱۹۴۶)

طرفداران حقوق طبیعت استدلال می‌کنند که همان‌طور که حقوق بشر به‌طور فزاینده‌ای در قانون به رسمیت شناخته شده‌است، حقوق طبیعت نیز باید به رسمیت شناخته شود و در اخلاق و قوانین انسانی گنجانده شود. این ادعا بر اساس دو خط استدلال است: اینکه همان اخلاقیاتی که حقوق بشر را توجیه می‌کند، حقوق طبیعت را نیز توجیه می‌کند، و اینکه بقای خود انسان به بوم‌سازگان‌های سالم بستگی دارد.
قرآن، مرجع اصلی اسلام در همه امور زندگی فردی و جمعی، بیانگر این است که «کل خلقت با وجود خود خدا را ستایش می‌کند». پژوهشگران «هدف غایی شریعت» را «سود مشترک جهانی، رفاه کل خلقت»، توصیف می‌کنند و یادآوری می‌کنند که «هیچ موجودی، چه حال و چه آینده، در تصمیم‌گیری دربارهٔ مسیر اقدام، در نظر گرفتن نمی‌تواند از آن مستثنی شود.».
مستند ۲۰۱۸ با عنوان حقوق طبیعت: یک جنبش جهانی، به کارگردانی آیزاک گوکریتز، هال کریمل و والریا بروس چالش‌های ایجاد ساختارهای قانونی جدید در رابطه با حقوق طبیعت را بررسی می‌کند.